# Abd al-Kadir al-Dżilani

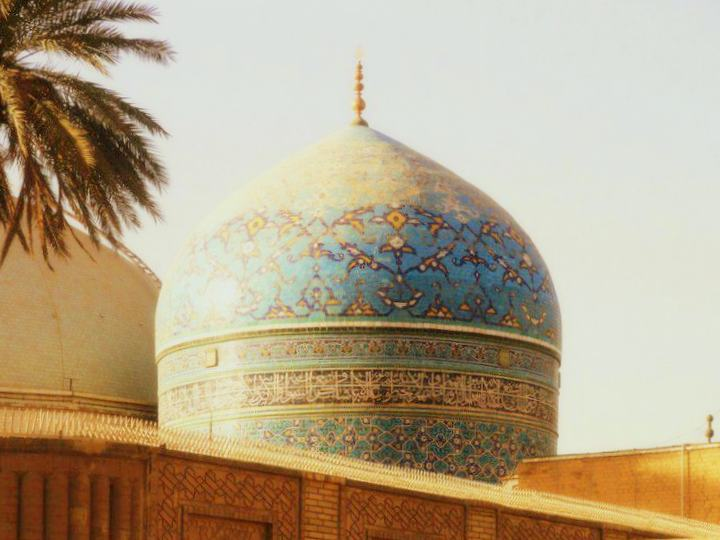
Grobowiec Al-Dżilaniego w Bagdadzie

Abd al-Kadir al-Dżilani (ur. 1077, zm. 1166) – perski sunnicki kaznodzieja i teolog, założyciel sufickiego bractwa mistycznego kadirijja. Studiował w Bagdadzie. Po zakończeniu studiów na kilka lat został pustelnikiem, po powrocie do Bagdadu nauczał w tamtejszej madrasie, gdzie został też pochowany. 